# 2000年夏季残疾人奥林匹克运动会牙买加代表团
2000年夏季残疾人奥林匹克运动会牙买加代表团是牙买加派出的2000年夏季残疾人奥林匹克运动会代表团。未获得奖牌。